# Oratorio di Sant'Ottaviano in Collina
L'oratorio di Sant'Ottaviano in Collina si trova in località Sant'Ottaviano, nel comune di Volterra, in provincia di Pisa, diocesi di Volterra.

## Descrizione
Sorge in un paesaggio desertico, caratterizzato dalle crete: si presenta come un semplice edificio a pianta rettangolare e reca evidenti le tracce di ampliamento e di rialzamento, avvenuti in epoca imprecisata. In facciata, dove l'arco della porta si conclude con una ghiera composta di un cordone a sezione semicircolare, è inserita una fascia che reca graffita un'iscrizione non ancora interpretata.
Fu il primo sepolcro di Ottaviano, che, venuto in Italia insieme ai santi Giusto e Clemente nel VI secolo, secondo le fonti agiografiche stabilì la sua residenza nel tronco cavo di un olmo nella stessa zona dove poi sarebbe stato sepolto. Tre secoli dopo la salma di Ottaviano fu traslata dal vescovo Andrea a Volterra, dove oggi riposa nell'arca, eseguita da Raffaello Cioli da Settignano nel 1522, posta nella cattedrale.